# Библиография Ханса Кристиана Андерсена

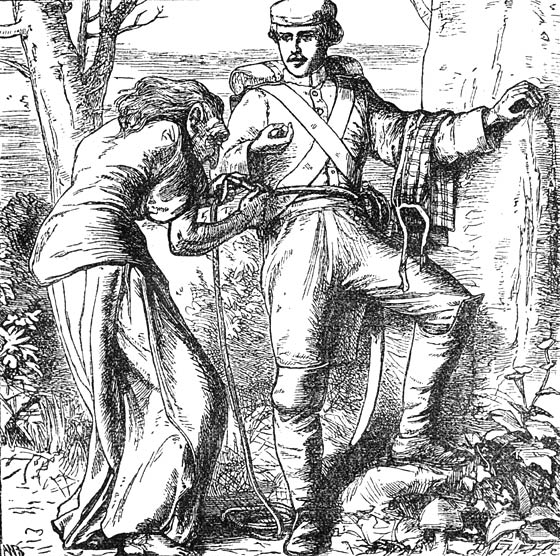
Огниво

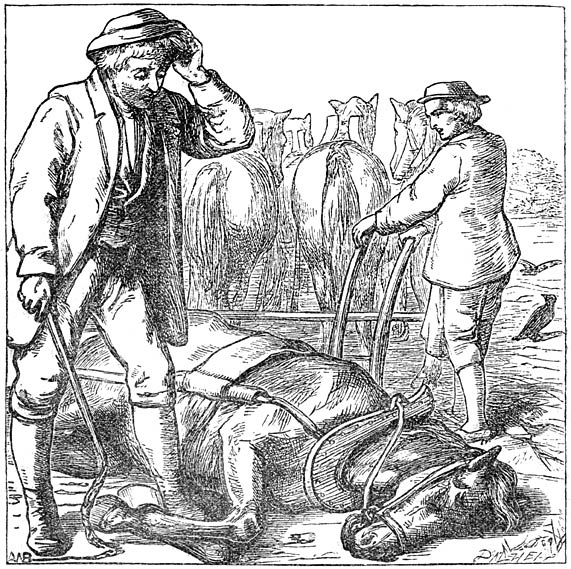
Маленький Клаус и большой Клаус

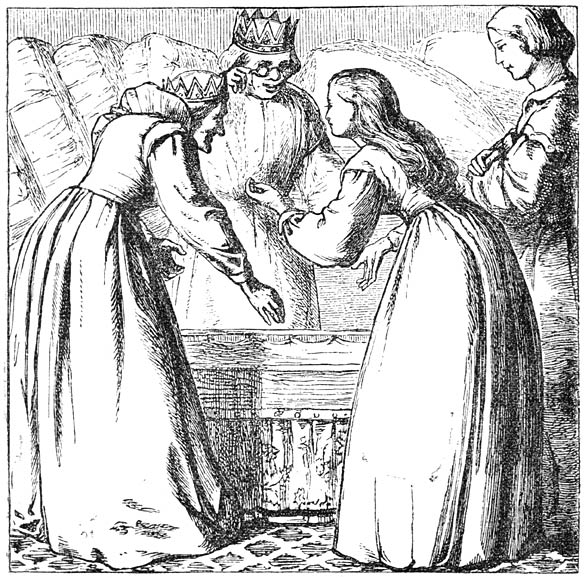
Принцесса на горошине

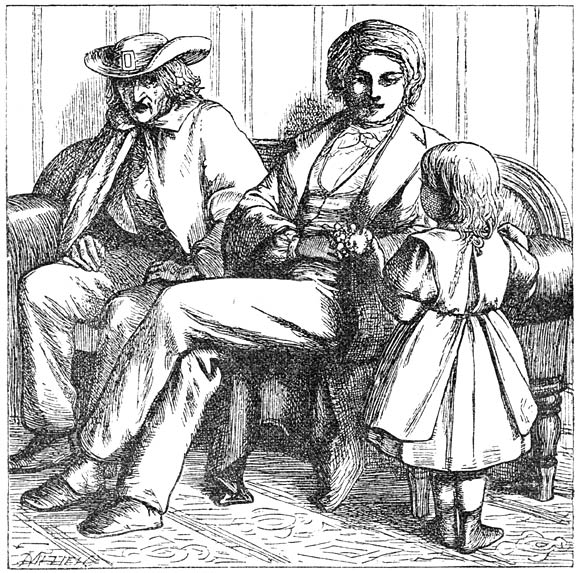
Цветы маленькой Иды

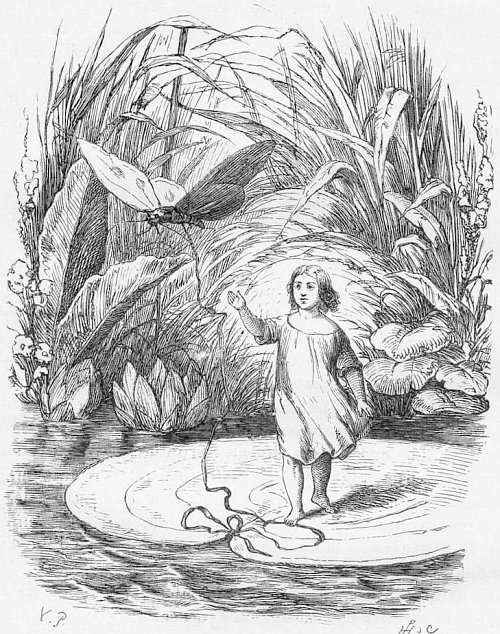
Дюймовочка

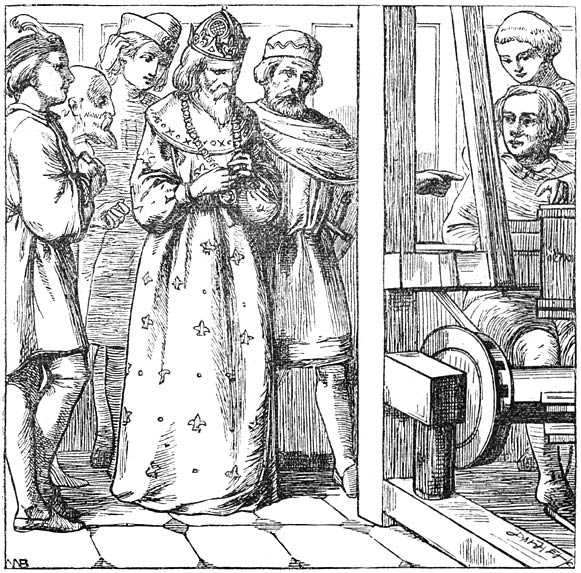
Новое платье короля

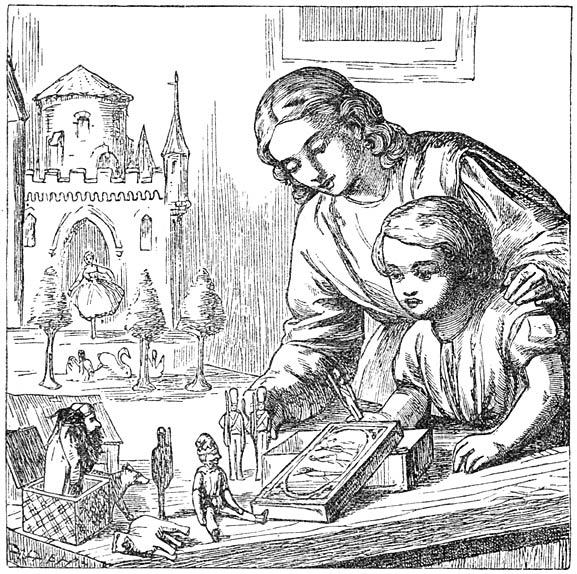
Стойкий оловянный солдатик

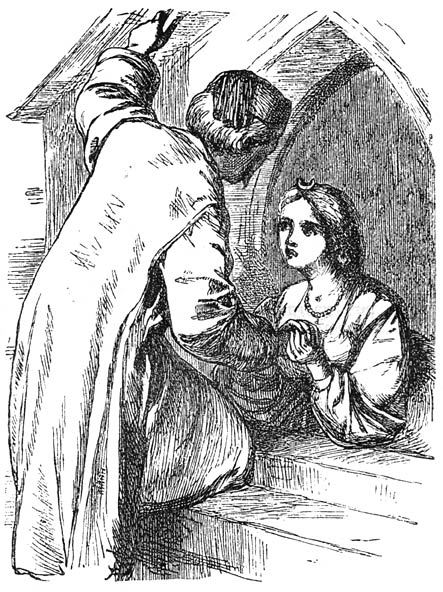
Сундук-самолёт

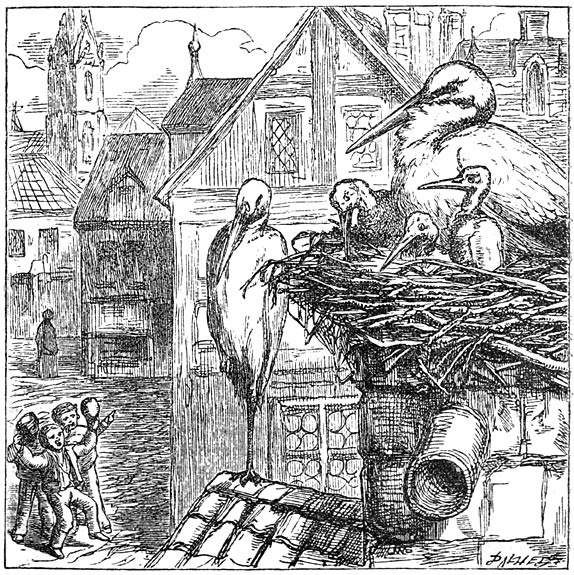
Аисты

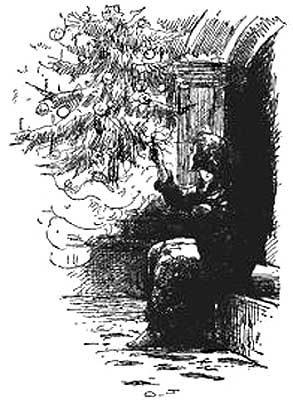
Девочка со спичками

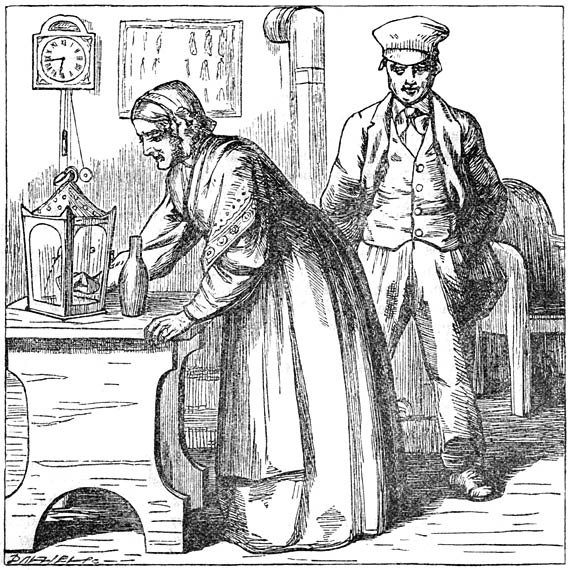
Старый уличный фонарь

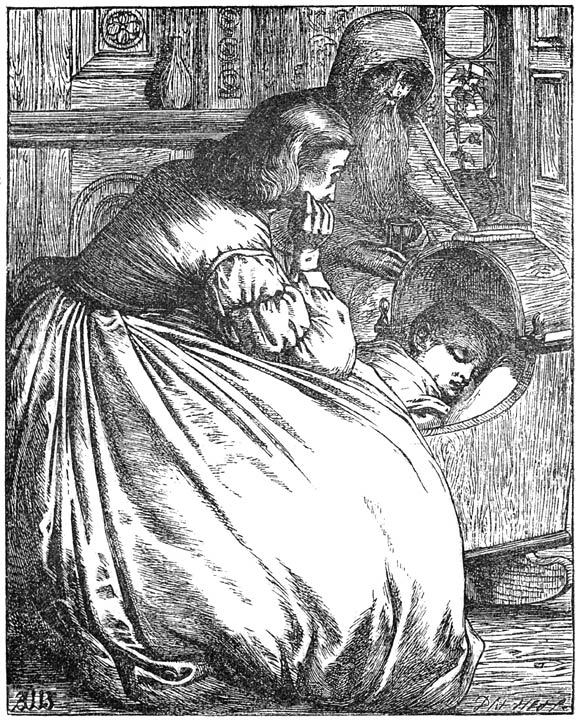
История одной матери

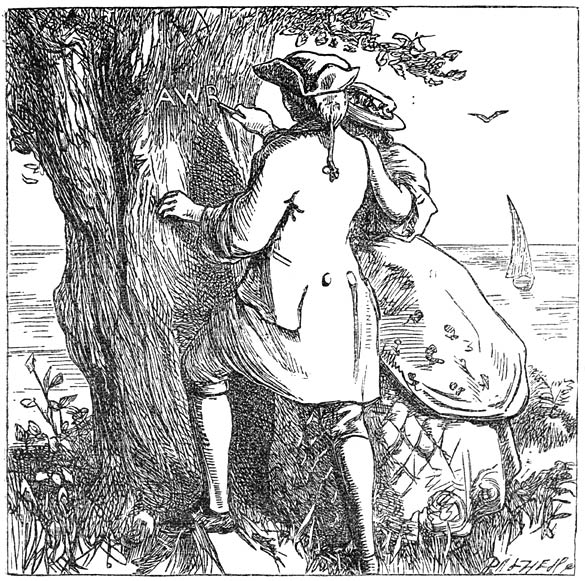
Последний сон старого дуба

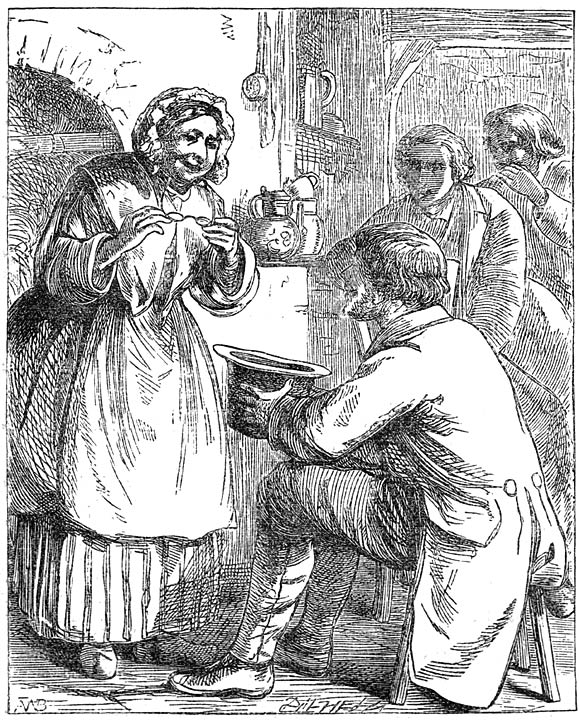
Что муженёк ни сделает, всё хорошо

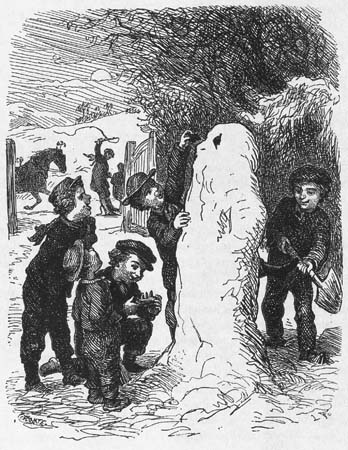
Снеговик

Список сказок и историй для семейного чтения датского писателя Ханса Кристиана Андерсена. Произведения даны в хронологическом порядке вместе с оригинальным названием.

## Сказки и истории в прозе

### 1820-е годы
- Сальная свеча (Tællelyset)

### 1830-е годы
- Затонувшая обитель (Det sjunkne Kloster, 1831)
- Огниво (Fyrtøiet, 1835)
- Маленький Клаус и большой Клаус (Lille Claus og store Claus, 1835)
- Принцесса на горошине (Prindsessen paa Ærten, 1835)
- Цветы маленькой Иды (Den lille Idas Blomster, 1835)
- Дюймовочка (Tommelise, 1835)
- Нехороший мальчик (Den uartige Dreng, 1835)
- Дорожный товарищ (Reisekammeraten, 1835)
- Басня-то про тебя сложена! (Det er Dig, Fabelen sigter til!, 1836)
- Талисман (Talismanen, 1836)
- Жив ещё старый Бог! (Den gamle Gud lever endnu, 1836)
- Русалочка (Den lille Havfrue, 1837)
- Новое платье короля (Keiserens nye Klæder, 1837)
- Калоши счастья[англ.] (Lykkens Kalosker, 1838)
- Ромашка (Gaaseurten, 1838)
- Стойкий оловянный солдатик (Den standhaftige Tinsoldat, 1838)
- Дикие лебеди (De vilde Svaner, 1838)
- Эльф розового куста (Rosen-Alfen, 1839)
- Райский сад (Paradisets Have, 1839)
- Сундук-самолёт (Den flyvende Kuffert, 1839)
- Аисты (Storkene, 1839)

### 1840-е годы
- Злой князь (Den onde Fyrste, 1840)
- Оле-Лукойе (Ole Lukøie, 1841)
- Свинопас (Svinedrengen, 1841)
- Гречиха (Boghveden, 1841)
- Бронзовый кабан (Metalsvinet, 1842)
- Побратимы (Venskabs-Pagten, 1842)
- Роза с могилы Гомера (En Rose fra Homers Grav, 1842)
- Ангел (Engelen, 1843)
- Соловей (Nattergalen, 1843)
- Жених и невеста (Kjærestefolkene или Toppen og Bolden, 1843)
- Гадкий утёнок (Den grimme Ælling, 1843)
- Ель (Grantræet, 1844)
- Снежная королева (Sneedronningen, 1844)
- Бузинная матушка (Hyldemoer, 1844)
- Волшебный холм (Elverhøi, 1845)
- Красные башмачки (De røde Skoe, 1845)
- Прыгуны (Springfyrene, 1845)
- Пастушка и трубочист (Hyrdinden og Skorsteensfeieren, 1845)
- Хольгер Датчанин (Holger Danske, 1845)
- Колокол (Klokken, 1845)
- Бабушка (Bedstemoder, 1845)
- Штопальная игла (Stoppenaalen, 1845)
- Девочка со спичками (Den lille Pige med Svovlstikkerne, 1845)
- Из окна богадельни (Fra et Vindue i Vartou, 1846)
- С крепостного вала (Et Billede fra Castelsvolden, 1846)
- Старый уличный фонарь (Den gamle Gadeløgte, 1847)
- Соседи (Nabofamilierne, 1847)
- Маленький Тук (Lille Tuk, 1847)
- Тень (Skyggen, 1847)
- Старый дом (Det gamle Huus, 1847)
- Капля воды (Vanddraaben, 1847)
- Счастливое семейство (Den lykkelige Familie, 1847)
- История одной матери (Historien om en Moder, 1847)
- Воротничок (Flipperne, 1847)
- Лён (Hørren, 1848)

### 1850-е годы
- Птица Феникс (Fugl Phønix, 1850)
- Директор кукольного театра (Marionetspilleren, 1851)
- Сказка (En Historie, 1851)
- Немая книга (Den stumme Bog, 1851)
- Свиньи (Svinene, 1851)
- Есть же разница! (“Der er Forskjel!”, 1851)
- Прекраснейшая роза мира (Verdens deiligste Rose, 1851)
- Через тысячу лет (Om Aartusinder, 1852)
- Лебединое гнездо (Svanereden, 1852)
- Старая могильная плита (Den gamle Gravsteen, 1852)
- История года (Aarets Historie, 1852)
- В день кончины (Paa den yderste Dag, 1852)
- Истинная правда (Det er ganske vist!, 1852)
- Весёлый нрав (Et godt Humeur, 1852)
- Сердечное горе (Hjertesorg, 1852)
- Всему своё место (“Alt paa sin rette Plads”, 1852)
- Домовой мелочного торговца (Nissen hos Spekhøkeren, 1852)
- Под ивой (Under Piletræet, 1852)
- Пятеро из одного стручка (Fem fra en Ærtebælg, 1852)
- Пропащая (“Hun duede ikke”, 1852)
- Последняя жемчужина (Den sidste Perle, 1853)
- Отпрыск райского растения (Et Blad fra Himlen, 1853)
- Две девицы (To Jomfruer, 1853)
- На краю моря (Ved det yderste Hav, 1854)
- Свинья-копилка (Pengegrisen, 1854)
- Ганс Чурбан (Klods-Hans, 1855)
- Иб и Христиночка (Ib og lille Christine, 1855)
- Тернистый путь славы ("Ærens Tornevei", 1855)
- Еврейка (Jødepigen, 1855)
- Обрывок жемчужной нити (Et stykke Perlesnor, 1856)
- Колокольный омут (Klokkedybet, 1856)
- Бутылочное горлышко (Flaskehalsen, 1857)
- Суп из колбасной палочки (Suppe paa en Pølsepind, 1858)
- Ночной колпак старого холостяка (Pebersvendens Nathue, 1858)
- Кое-что ("Noget", 1858)
- Последний сон старого дуба (Det gamle Egetræes sidste Drøm, 1858)
- Букварь (ABC-Bogen, 1858)
- Дочь Болотного Царя (Dynd-Kongens Datter, 1858)
- Скороходы (Hurtigløberne, 1858)
- Философский камень (De Vises Steen, 1858)
- Ветер рассказывает о Вальдемаре До и его дочерях (Vinden fortæller om Valdemar Daae og hans Døttre, 1859)
- Девочка, наступившая на хлеб (Pigen, som traadte paa Brødet, 1859)
- Колокольный сторож Оле (Taarnvægteren Ole, 1859)
- Анне Лисбет (Anne Lisbeth, 1859)
- Ребячья болтовня (Børnesnak, 1859)
- На могиле ребёнка (Barnet i Graven, 1859)
- Перо и чернильница (Pen og Blækhuus, 1859)
- Дворовый петух и флюгерный (Gaardhanen og Veirhanen, 1859)
- Как хороша! ("Deilig!", 1859)
- На дюнах (En Historie fra Klitterne, 1859)
- Два брата (To Brødre, 1859)

### 1860-е годы
- День переезда (Flyttedagen, 1860)
- Мотылёк (Sommerfuglen, 1860)
- Епископ Берглумский и его родичи (Bispen paa Børglum og hans Frænde, 1861)
- Двенадцать пассажиров (Tolv med Posten, 1861)
- Навозный жук (Skarnbassen, 1861)
- Что муженёк ни сделает, всё хорошо (Hvad Fatter gjør, det er altid det Rigtige, 1861)
- Снеговик (Sneemanden, 1861)
- На птичьем дворе (I Andegaarden, 1861)
- Муза нового века (Det nye Aarhundredes Musa, 1861)
- Дева льдов (Iisjomfruen, 1861)
- Психея (Psychen, 1861)
- Улитка и розовый куст (Sneglen og Rosenhækken, 1861)
- Старый церковный колокол (Den gamle Kirkeklokke, 1861)
- Серебряная монетка (Sølvskillingen, 1861)
- Подснежник (Sommergjækken, 1862)
- Сказка (Theepotten, 1863)
- Птица народной песни (Folkesangens Fugl, 1864)
- Блуждающие огоньки в городе (Lygtemændene ere i Byen, sagde Mosekonen, 1865)
- Ветряная мельница (Veirmøllen, 1865)
- В детской (I Børnestuen, 1865)
- Золотой мальчик (Guldskat, 1865)
- Как буря перевесила вывески (Stormen flytter Skilt, 1865)
- Скрыто — не забыто (Gjemt er ikke glemt, 1866)
- Сын привратника (Portnerens Søn, 1866)
- Тётушка (Moster, 1866)
- Жаба (Skrubtudsen, 1866)
- Вэн и Глэн (Vænø og Glænø, 1867)
- Зелёные крошки (De smaa Grønne, 1867)
- Домовой и хозяйка (Nissen og Madamen, 1867)
- Пейтер, Пётр и Пейр (Peiter, Peter og Peer, 1868)
- Альбом крёстного (Gudfaders Billedbog, 1868)
- Кто же счастливейшая? (Hvem var den Lykkeligste?, 1868)
- Дни недели (Ugedagene, 1868)
- Дриада (Dryaden, 1868)
- Тряпьё (Laserne, 1868)
- Вельможные карты (Herrebladene, 1869)
- И в щепке порою скрывается счастье! (Lykken kan ligge i en Pind, 1869)
- Рассказы солнечного луча (Solskins-Historier, 1869)
- Комета (Kometen, 1869)
- Что можно придумать (Hvad man kan hitte paa, 1869)
- Судьба репейника (Hvad Tidselen oplevede, 1869)
- Предки птичницы Греты (Hønse-Grethes Familie, 1869)

### 1870-е годы
- Что сказала вся семья (Hvad hele Familien sagde, 1870)
- Свечи (Lysene, 1870)
- Прадедушка (Oldefa'er, 1870)
- Самое невероятное (Det Utroligste, 1870)
- Датские народные легенды (Danske Folkesagn, 1870)
- «Спроси с Амагера фру!» ("Spørg Amagermo'er"!, 1871)
- «Пляши, куколка, пляши!» ("Dandse, dandse Dukke min!", 1871)
- Большой морской змей (Den store Søslange, 1871)
- Садовник и господа (Gartneren og Herskabet, 1872)
- О чём рассказывала старая Йоханна (Hvad gamle Johanne fortalte, 1872)
- Ключ от ворот (Portnøglen, 1872)
- Сидень (Krøblingen, 1872)
- Тётушка Зубная Боль (Tante Tandpine, 1872)
- Блоха и профессор (Loppen og Professoren, 1872)

### Сказки и истории, опубликованные посмертно
- «Кваканье» (Qvæk, 1926)
- Писарь (Skriveren, 1926)
- На смертном одре («Первый вечер», Den første Aften, 1943)
- «Говорят!» ("Man siger -"!, 1949)
- Бедная женщина и маленькая канарейка (Den fattige Kone og den lille Canariefugl, 1949)
- Урбан (Urbanus, 1949)
- Картошка (Kartoflerne, 1953)
- Яблоко (Æblet, 1959)
- Темпераменты (Temperamenterne, 1967)
- Наш старый школьный учитель (Vor gamle Skolemester, 1967)
- Голубые горы (De blaae Bjerge, 1972)
- Ханс и Грета (Hans og Grethe, 1972)
- Осел в топчаке (Æselet i Trædemøllen, 1973)
- Сальная свеча (Tællelyset, 2012)
- О чём поведала старая ива (Hvad gamle Piletræet fortalte, 2016)
- Бессмертие (Udødelighed, 2016)
- Уховертки (Ørentvister, 2016)
- Хмелевой шест (En Humlestang, 2016)
- Рассуждения аиста (Storkens Tanker, 2016)
- Зеленые острова (De grønne Øer, 2016)
- Иведе-Аведе! (Ivede-Аvede!, 2016)
- Письмо аиста из Суэца перед открытием канала (Et Storkebrev fra Suez før Canalens Aabning, 2016)
- О чём рассказывают часы (Hvad Uhret fortæller, 2016)
- О чём поют волны морские (Hvad Havet fortæller, 2016)
- Сказка о дожде (2017)
- Волшебный сундучок (2017)
- За сыром (2017)
- Дубль (2017)
- Игра (2017)
- Смерть Карла-Клауса (2017)

## Сказки в стихах
- Сказка о жёнах
- Роза
- Королева метелей
- Дочь великана
- Лизочка у колодца
- Дети года
- Птичка и солнечный луч
- Путешествие
- Картинка
- Пастушок пасёт овец
- «Дания — моя родина»